# Розумна модель транспортних засобів
В моделюванні вантажного потоку, розумна модель транспортних засобів (РМТЗ) — це неперервна транспортна модель для моделювання шосе і міського руху. Вона була розроблена Трайбером, Хеннеке і Хелбингом в 2000 році, щоб поліпшити результати, отримані з інших «розумних» драйвер моделей, такі як наприклад модель Гіпса, які втрачають реалістичні властивості при певних умовах.

## Визначення моделі
Як і транспортні моделі мікроскопічного руху, РМТЗ описує динаміку руху швидкостей одиничних транспортних засобів. Для машини {\displaystyle \alpha }, {\displaystyle x_{\alpha }} виражає її позицію в момент часу {\displaystyle t}, і {\displaystyle v_{\alpha }} її швидкість. Крім того, {\displaystyle l_{\alpha }} позначає довжину машини.  Для спрощення запису, визначимо чисту відстань {\displaystyle s_{\alpha }:=x_{\alpha -1}-x_{\alpha }-l_{\alpha -1}}, де {\displaystyle \alpha -1} відноситься до транспортного засобу безпосередньо перед автомобілем {\displaystyle \alpha }, і різниця швидкості, or оцінка зближення, {\displaystyle \Delta v_{\alpha }:=v_{\alpha }-v_{\alpha -1}}. Для спрощених версій моделей, динаміка машини {\displaystyle \alpha }описується наступними двома звичайними диференціальних рівняннями:
{\displaystyle {\dot {x}}_{\alpha }={\frac {\mathrm {d} x_{\alpha }}{\mathrm {d} t}}=v_{\alpha }}
{\displaystyle {\dot {v}}_{\alpha }={\frac {\mathrm {d} v_{\alpha }}{\mathrm {d} t}}=a\,\left(1-\left({\frac {v_{\alpha }}{v_{0}}}\right)^{\delta }-\left({\frac {s^{*}(v_{\alpha },\Delta v_{\alpha })}{s_{\alpha }}}\right)^{2}\right)}
{\displaystyle {\text{де }}s^{*}(v_{\alpha },\Delta v_{\alpha })=s_{0}+v_{\alpha }\,T+{\frac {v_{\alpha }\,\Delta v_{\alpha }}{2\,{\sqrt {a\,b}}}}}
{\displaystyle v_{0}}, {\displaystyle s_{0}}, {\displaystyle T}, {\displaystyle a}, і {\displaystyle b} є параметрами, які позначають:
- бажана швидкість {\displaystyle v_{0}}: швидкість автомобіля по вільній дороги
- мінімальна відстань {\displaystyle s_{0}}: мінімальна бажана чиста відстань. Автомобіль не може рухатись, якщо відстань до машини попереду щонайменше рівна {\displaystyle s_{0}}
- бажаний час просування {\displaystyle T}: мінімальний можливий час до автомобіля попереду
- прискорення {\displaystyle a}: максимальне прискорення автомобіля
- комфартна затримка гальмування {\displaystyle b}: додатнє число

Показник {\displaystyle {\delta }} зазвичай встановлюють рівним 4.

## Характеристики моделі
Прискорення автомобіля {\displaystyle {\alpha }} можуть бути розділені на період більш вільної дороги і взаємодії:
{\displaystyle {\dot {v}}_{\alpha }^{\text{free}}=a\,\left(1-\left({\frac {v_{\alpha }}{v_{0}}}\right)^{\delta }\right)\qquad {\dot {v}}_{\alpha }^{\text{int}}=-a\,\left({\frac {s^{*}(v_{\alpha },\Delta v_{\alpha })}{s_{\alpha }}}\right)^{2}=-a\,\left({\frac {s_{0}+v_{\alpha }\,T}{s_{\alpha }}}+{\frac {v_{\alpha }\,\Delta v_{\alpha }}{2\,{\sqrt {a\,b}}\,s_{\alpha }}}\right)^{2}}
- Поведінка на вільній дорозі: на вільній дорозі, відстань до провідної машини {\displaystyle s_{a}} є великою і прискорення автомобіля домінує на періоді вільної дороги, яке приблизно дорівнює {\displaystyle a} для малих швидкостей і зникає так само, як {\displaystyle v_{\alpha }} зменшується до {\displaystyle v_{0}}. Таким чином, один автомобіль на вільній дорозі буде асимптотично наближатися до бажаної швидкості {\displaystyle v_{0}}.
- Поведінка при високому збільшенні темпу: для великої різниці швидкостей, період взаємодії описується:{\displaystyle {\displaystyle -a\,(v_{\alpha }\,\Delta v_{\alpha })^{2}\,/\,(2\,{\sqrt {a\,b}}\,s_{\alpha })^{2}=-(v_{\alpha }\,\Delta v_{\alpha })^{2}\,/\,(4\,b\,s_{\alpha }^{2})}}Це призводить до поведінки за кермом, яка компенсує різницю швидкостей, намагаючись не гальмувати набагато сильніше, ніж зручна затримка гальмування {\displaystyle b}.
- Поведінка на малих чистих відстанях: для незначної різниці швидкостей і невеликий обсяг відстаней, період взаємодії приблизно дорівнює {\displaystyle {\displaystyle -a\,(s_{0}+v_{\alpha }\,T)^{2}\,/\,s_{\alpha }^{2}}}, що нагадує просту відштовхувальну силу таку, що малі чисті відстані швидко розширюватимуться в напрямку рівноважної чистої відстані.

## Приклад розв'язку
Уявімо кільцеву автодорогу з 50 транспортних засобів. Припустимо, що транспортний засіб 1 буде слідувати за транспортним засобом 50. Початкова швидкість дана і, оскільки всі транспортні засоби вважаються рівними, вектор звичайних диверенціальних рівнянь більш спрощується до:
{\displaystyle {\dot {x}}={\frac {\mathrm {d} x}{\mathrm {d} t}}=v}
{\displaystyle {\dot {v}}={\frac {\mathrm {d} v}{\mathrm {d} t}}=a\,\left(1-\left({\frac {v}{v_{0}}}\right)^{\delta }-\left({\frac {s^{*}(v,\Delta v)}{s}}\right)^{2}\right)}
{\displaystyle {\text{with }}s^{*}(v,\Delta v)=s_{0}+v\,T+{\frac {v\,\Delta v}{2\,{\sqrt {a\,b}}}}}
For this example, the following values are given for the equation's parameters.
| Змінна                    | Опис                     | Значення  |
| ------------------------- | ------------------------ | --------- |
| {\displaystyle v_{0}}     | Бажаної швидкості        | 30 м/с    |
| {\displaystyle T}         | Безпечний час просування | 1,5 с     |
| {\displaystyle a}         | Максимальне прискорення  | 0.73 м/с2 |
| {\displaystyle b}         | Комфортне гальмування    | 1.67 м/с2 |
| {\displaystyle {\delta }} | Показник прискорення     | 4         |
| {\displaystyle s_{0}}     | Мінімальна відстань      | 2 м       |
| -                         | Довжина автомобіля       | 5 м       |

Два звичайних диференціальних рівняння розв'язуються за допомогою методу Рунге-Кутта для степенів1, 3 і 5 з однаковим кроком за часом, для демонстрації ефектів обчислювальної точності в результатах.

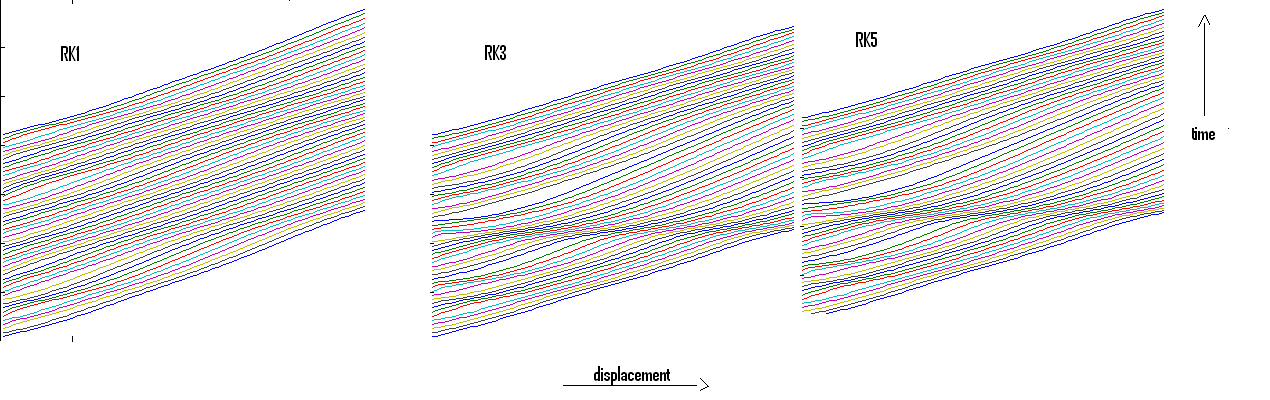
Порівняння розв'язків диференціальних рівнянь для розумної моделі транспортних засобів використовуючи метод РК 1,3,5 степенів.

Це порівняння показує, що РМТЗ не показують вкрай нереалістичні властивості, такі як негативна швидкість або переміщення автомобілів спільно в одному просторі, незалежно від методу, навіть такого як метод Ейлера (РК1). Однак, трафік хвилі поширення не настільки точно представляє для вищих порядків метода, РK3 і РК5. Ці останні два методи не показують ніяких істотних відмінностей, з чого можна зробити висновок, що розв'язок для РМТЗ досягає прийнятних результатів починаючи від РK3 і вищих порядків ніяких додаткових обчислень не потрібно. Тим не менш, при введенні гетерогенних транспортних засобів і обидвох параметрів відстані затору, цього спостереження може бути не достатньо.